# Нечаев, Михаил Сергеевич
Михаи́л Серге́евич Неча́ев (род. 1 августа 1978, Москва, СССР) — российский химик-органик, работающий в области химии устойчивых карбенов, профессор РАН, ведущий научный сотрудник кафедры органической химии МГУ и Института нефтехимического синтеза им. Топчиева.

## Биография
Родился 1 августа 1978 года в Москве. 1995 г. - окончил лицей «Вторая школа», химико-биологическое направление. С 1993 по 1995 г. посещал «Школу химика» при химическом факультете МГУ.
1995 – 2000 гг., Химический факультет МГУ, физико-химическая группа.
2000 – 2002 гг., очная аспирантура Химического факультета МГУ.
2002 г., защита кандидатской диссертации «Исследование новых типов элементоорганических бетаинов методом функционала плотности» по специальности химия элементоорганических соединений. С 2002 г. сотрудник Химического факультета МГУ, с 2003 г. в Институте нефтехимического синтеза им. А. В. Топчиева РАН.
2011 г., защита докторской диссертации «Новые кремний-, германий- и оловоорганические аналоги алкенов, карбенов и карбениевых ионов. Теоретическое и экспериментальное исследование» по специальности химия элементоорганических соединений.
2016г., профессор РАН.

## Научные исследования
Теоретическое и экспериментальное исследование стабильных карбенов и их элементоорганических аналогов, комплексы переходных металлов, гомогенный катализ.
В рамках прикладных исследовательских проектов с ведущими мировыми химическими компаниями разработал высокоэффективные катализаторы синтеза полиолефинов, материалы для создания органических светодиодов, катализаторы синтеза биоразлагаемых полимеров. Более 70 печатных работ, 2 патента. Цитируемость 1050, индекс Хирша 17 (Web of Science).

## Признание и награды
2012 г. Премия имени И. И. Шувалова II степени за докторскую диссертацию. 2016 г. Лауреат Премии Правительства Москвы в номинации «Химия и науки о материалах» за цикл работ «Стабильные карбены — лиганды для создания комплексов металлов: теоретическое исследование, синтез, структура, применение в катализе».

## Хобби
Русский бильярд, путешествия.

## Личная жизнь
Женат на Юлии Дубовой-Нечаевой. Воспитывает сыновей Сергея и Андрея.